# Yun Jun-sik
Yun Jun-sik (9 de agosto de 1991), es un luchador surcoreano de lucha libre. Ganó una medalla de plata en los Juegos Asiáticos de 2014. Obtuvo el 1.º lugar en Campeonato Asiático de Juniores de 2011.